# Prosoeca nigripes
Prosoeca nigripes är en tvåvingeart som först beskrevs av Macquart 1840.  Prosoeca nigripes ingår i släktet Prosoeca och familjen Nemestrinidae. Inga underarter finns listade i Catalogue of Life.